# Антоний (архимандрит Муромского Спасо-Преображенского монастыря)
Анто́ний (неизвестно, Русское царство — XVII век, Кирилло-Белозерский монастырь) — архимандрит, настоятель Муромского Спасского монастыря Русской православной церкви, противник церковных реформ XVII века при патриархе Никоне.

## Биография
О детстве и мирской жизни Антония сведений практически не сохранилось, да и последующие биографические данные о нём очень скудны и отрывочны.
В период церковных реформ, проводимых патриархом Никоном, город Муром значительное время отказывал нововведениям, а Спасо-Преображенский монастырь был одним из оплотов старообрядчества. Назначенный в 1658 году настоятель монастыря архимандрит Антоний написал несколько воззваний о перстосложении, а также послал челобитную царю Алексею Михайловичу с указаниями на неверности в исправлении книг при патриархе Никоне, прибавляя, что те, кто не в силах обличить неверности, ссылаются на царя, «яко у царя тако поют». В челобитной его перечисляются, в числе прочего, неточности в никоновских исправлениях книг и говорится, что для устранения шатания в вере царь сам должен подать пример возвращения к старине.
В 1662 году архимандрит Антоний по распоряжению архиепископа Рязанского и Муромского Илариона (Яковлева) был отстранён от управления монастырём, а в феврале 1666 года вызван на Большой Московский собор. Несмотря на принесённое покаяние, архимандрит Антоний был сослан в Кирилло-Белозерский монастырь Вологодской епархии.
Антоний находился в близких отношениях к другим расколоучителям и боярыне Феодосии Морозовой.